# Matfield Green
Matfield Green és una població dels Estats Units a l'estat de Kansas. Segons el cens del 2000 tenia 60 habitants.

## Demografia
Segons el cens del 2000, Matfield Green tenia 60 habitants, 31 habitatges, i 18 famílies. La densitat de població era de 121,9 habitants/km².
Dels 31 habitatges en un 29% hi vivien nens de menys de 18 anys, en un 45,2% hi vivien parelles casades, en un 0% dones solteres, i en un 41,9% no eren unitats familiars. En el 38,7% dels habitatges hi vivien persones soles el 22,6% de les quals corresponia a persones de 65 anys o més que vivien soles. El nombre mitjà de persones vivint en cada habitatge era d'1,94 i el nombre mitjà de persones que vivien en cada família era de 2,56.
Per edats la població es repartia de la següent manera: un 20% tenia menys de 18 anys, un 1,7% entre 18 i 24, un 23,3% entre 25 i 44, un 31,7% de 45 a 60 i un 23,3% 65 anys o més.
L'edat mediana era de 49 anys. Per cada 100 dones de 18 o més anys hi havia 128,6 homes.
La renda mediana per habitatge era de 27.500 $ i la renda mediana per família de 29.375 $. Els homes tenien una renda mediana de 23.750 $ mentre que les dones 14.375 $. La renda per capita de la població era de 17.642 $. Entorn del 19% de les famílies i el 19,4% de la població estaven per davall del llindar de pobresa.

## Poblacions més properes
El següent diagrama mostra les poblacions més properes.